# 유상무
유상무(1980년 6월 12일~)는 대한민국의 희극인이자 방송인이다.

## 생애
서울특별시 도봉구(지금의 강북구)의 수유동 생으로, 1999년에 처음으로 연극 무대를 밟았고, 2004년에는 KBS 19기 개그맨으로 공채되었다. 2010년 1월 17일 방영분에서부터 KBS2의 개그콘서트에서 하차하였다. 개그맨 송준근과 동창이다. 복지사업 단체인 사단법인 '웃음주는 나무' 대표로서도 활동 중이다.

## 학력
- 동국대학교 문화예술대학원 연극예술학과 (석사)

## 출연작

### 방송
- 《개그콘서트》(KBS2) 2004년~2010년
  - 〈네비게이션〉손님 역
  - 〈돌아보지마〉
  - 〈개그킬러〉
  - 〈씁쓸한 인생〉 유상무상무 역 (2009년 3월 29일~2010년 1월 10일)
  - 〈성공시대〉 진행자 역 (2009년 3월 15일~2009년 8월 16일)
  - 〈할매가 뿔났다〉 할아버지 역 (2008년 9월 28일~2009년 9월 6일)
  - 〈봉숭아 학당〉 전국1등 역
  - 〈개그맨〉
  - 〈나비효과〉
  - 〈도레미 트리오2〉
  - 〈몬스터〉
  - 〈연인〉
  - 〈상구야 상구야〉
  - 〈상구 없다~〉
  - 〈초고속 카메라〉진행자 역 (2009년 9월 13일~2010년 1월 10일)
  - 〈노래방 도사〉
  - 〈아리아리〉
  - 〈수능 박선생〉 전국1등 역
  - 〈이글파이브〉
  - 〈신년특집 개쇼〉
- 《폭소클럽》
  - 〈록기 & 루키〉
  - 〈3,6,9〉
- 《폭소클럽 2》
  - 〈연애남녀〉
- 《쇼! 행운열차》
- 《제17대 어전회의》 사관 역
- 《코미디 파일》
- 《아니되옵니다》
- 《연예가 중계》리포터(KBS2)
- 《웃음충전소》
- 《막무가내 중창단》
- 《유상무의 시장별곡》
- 《옹달샘 푸로덕숀》
- 《일요일 일요일 밤에 - 에코하우스》(MBC)
- 《연예가 중계》(KBS2)
- 《전설의 고향》
- 《로봇파워》MC (EBS)
- 《꿀단지》(MBC) 2010년
- 《아이돌 유나이티드》
- 《기막힌 외출》(코미디 TV)
- 《기막힌 외출 chapter 2》(코미디 TV)
- 《기막힌 외출 4》(코미디 TV)
- 《기막힌 외출 리턴즈》(코미디 TV)
- 《기막힌 외출 네버다이:시즌6》(코미디 TV)
- 《양민이 뿔났다》MC (온게임넷)
- 《신애와 밤샐기세》(온게임넷)
- 《온게임넷 프풋한 양민이 뿔났다》MC (온게임넷)
- 《씨 리얼》
- 《가족오락관》게스트 (KBS1) 2005년~2009년
- 《체험 삶의 현장》게스트 (KBS1)  2005년~2006년
- 《복불복쇼 시즌2》(MBC Every1)
- 《절대남자》(XTM)
- 《코미디 빅리그 시즌 2》(tvN) 2011년~2012년
- 《코미디 빅리그 시즌 3》(tvN) 2012년
- 《코미디 빅리그 시즌 1》(tvN) 2011년
- 《두근두근 여보세요》(코미디 TV)
- 《슈퍼히어로》(투니버스)
- 《LOL Night Show - 나는 캐리다》

(온게임넷)
- 《비틀즈코드 시즌 2》(MNET)  2012년~2013년
- 《천기누설》(MBN)
- 《한판만 시즌 1》(온게임넷)
- 《한판만 시즌 2》(온게임넷)
- 《렛츠고 시간탐험대 시즌 1》(tvN)
- 《왓따! 풍선껌크게불기 챔피언쉽 시즌 2》(온게임넷)
- 《백만장자 게임 마이턴》(tvN)
- 《공유TV 좋아요》(tvN)
- 《대한민국 행복발전소》(KBS1) 2014년
- 《좋은나라 운동본부 2》(KBS1) 2014년
- 《렛츠고 시간탐험대 시즌 2》(tvN)
- 《한판만 입롤 특집》(온게임넷)
- 《나는 남자다》(KBS2)
- 《왓따! 풍선껌크게불기 챔피언쉽 시즌 3》(온게임넷)
- 《대한민국 창업프로젝트 천지창조》(KBS1) 2014년
- 《퀴즈쇼 사총사》(KBS2)
- 《한판만 시즌 3》(온게임넷)
- 《맛있는 수다》(MBN)
- 《도서관이 살아있다》(KBS2)
- 《눈치왕》(tvN)
- 《나르는 쇼퍼맨》(KBS W)
- 《미생물》(tvN) - 박 과장 역
- 《왕좌의 게임》(KBS2)
- 《나를 돌아봐》(KBS2)
- 《너의 목소리가 보여》(Mnet)
- 《5일간의 썸머》(JTBC)
- 《미스터리 음악쇼 복면가왕》(MBC) 2015년 패널
- 《코미디 빅리그 시즌 4》(tvN) 2012년~2013년
  - 〈하이 장틀러〉 교관 역
  - 〈남성 가족부〉
- 《코미디 빅리그 시즌 5》(tvN) 2013년~2016년
  - 〈옹달샘 마술단〉
  - 〈썸&쌈〉- 유 사장(어리버리 신입사원) 역
  - 〈구한말 코미디〉
  - 〈직업의 정석〉- 부킹남 역
  - 〈187〉
  - 〈요상한 민박집〉- 한윤서의 애인 역
  - 〈깝스〉- 회장 역
  - 〈여자사람 친구〉
- 《왓따! 풍선껌크게불기 챔피언쉽 시즌 4》(온게임넷)
- 《제다이: 제대로 다루는 이슈》(O tvN)
- 《금지된 사랑》(O tvN)
- 《렛츠고 시간탐험대 시즌 3》(tvN)
- 《김제동의 톡투유 - 걱정 말아요! 그대》(JTBC) 2015년
- 《비타민》(KBS2) 2015년
- 《어느날 갑자기 외개인》(1회만에 하차)KBS2 2016년
- 《듀엣가요제》(MBC) 2016년
- 《좋은 친구들》(SBS Plus) 2019년

### 라디오 프로그램(진행, 출연)
- 《옹달샘과 꿈꾸는 라디오》DJ (MBC FM4U, 2010년 10월 18일~2011년 5월 8일)
- 《옹달샘과 꿈꾸는 라디오》DJ (팟캐스트, 2013년 3월 25일~)
- 《EBS 책 읽는 라디오 낭독 시리즈》(EBS FM, 2015년)

### 영화
- 《날나리 종부전》 기태 역
- 《가문의 영광 4 - 가문의 수난》 공항 검색요원 역

### CF
- 여기 어때 (위드웹)

### 앨범
- 2014.01.17 잘못했어요
- 2014.06.27 얼마나
- 2015.03.06 녹아버린 사랑

## 유행어
- "이 시대 최고의 박사 유박사입니다", "좋아 몬스터" 개그콘서트 <몬스터> 코너에서
- "지민이~ 우리 지민이 아냐~!!", "오빠~ 기분 좋아졌어~!" 또는 "오빠~ 기분 나빠졌어~!" 개그콘서트〈연인〉코너에서
- "어떤~ 느낌적인 느낌~" 개그콘서트〈돌아보지마〉코너에서
- "잘생겼기 때문에~" 개그콘서트〈개그맨〉코너에서
- "뭐야 이 자식아~!!" 개그콘서트 〈씁쓸한 인생〉 코너에서
- "승질 좀 죽여요~" 개그콘서트〈할매가 뿔났다〉코너에서
- "느낌적인 느낌~" EBS1〈로봇파워〉에서
- "싸워~!!!!!" TVN 코미디빅리그 시즌1 옹달샘 <기막힌 서커스> 코너에서
- "기분이 차함~~ 좋아" TVN 코미디빅리그 시즌2 옹달샘 <옹데어썰> 코너에서
- "기억기억기억기억~" TVN 코미디빅리그 시즌3 옹달 <마더> 코너에서
- "붕어빵" 《옹달샘과 꿈꾸는 라디오》팟캐스트 코너에서
- "장동민!!" 아무데나에서
- "유상무를 낫으로.."《옹달샘과 꿈꾸는 라디오》팟캐스트 코너에서

## 가족
- 배우자: 김연지(1986년생, 2018년 10월 28일 결혼 ~ 현재)